# Macroclinium alleniorum
Macroclinium alleniorum är en orkidéart som beskrevs av Robert Louis Dressler och Franco Pupulin. Macroclinium alleniorum ingår i släktet Macroclinium och familjen orkidéer.
Artens utbredningsområde är Costa Rica. Inga underarter finns listade i Catalogue of Life.